# IAI Heron
IAI Heron (hebrejsky: הרון, jinak též Machac 1, hebrejsky: מחץ 1) je izraelský bezpilotní letoun (UAV) vyráběný divizí Malat společnosti Israel Aerospace Industries (IAI). Jedná se o letoun operující ve středních výškách. Modernizovanou a větší verzí tohoto bezpilotního letounu je IAI Ejtan.

## Operátoři
Ázerbájdžán
- Ázerbájdžánské letectvo – 5

 Austrálie

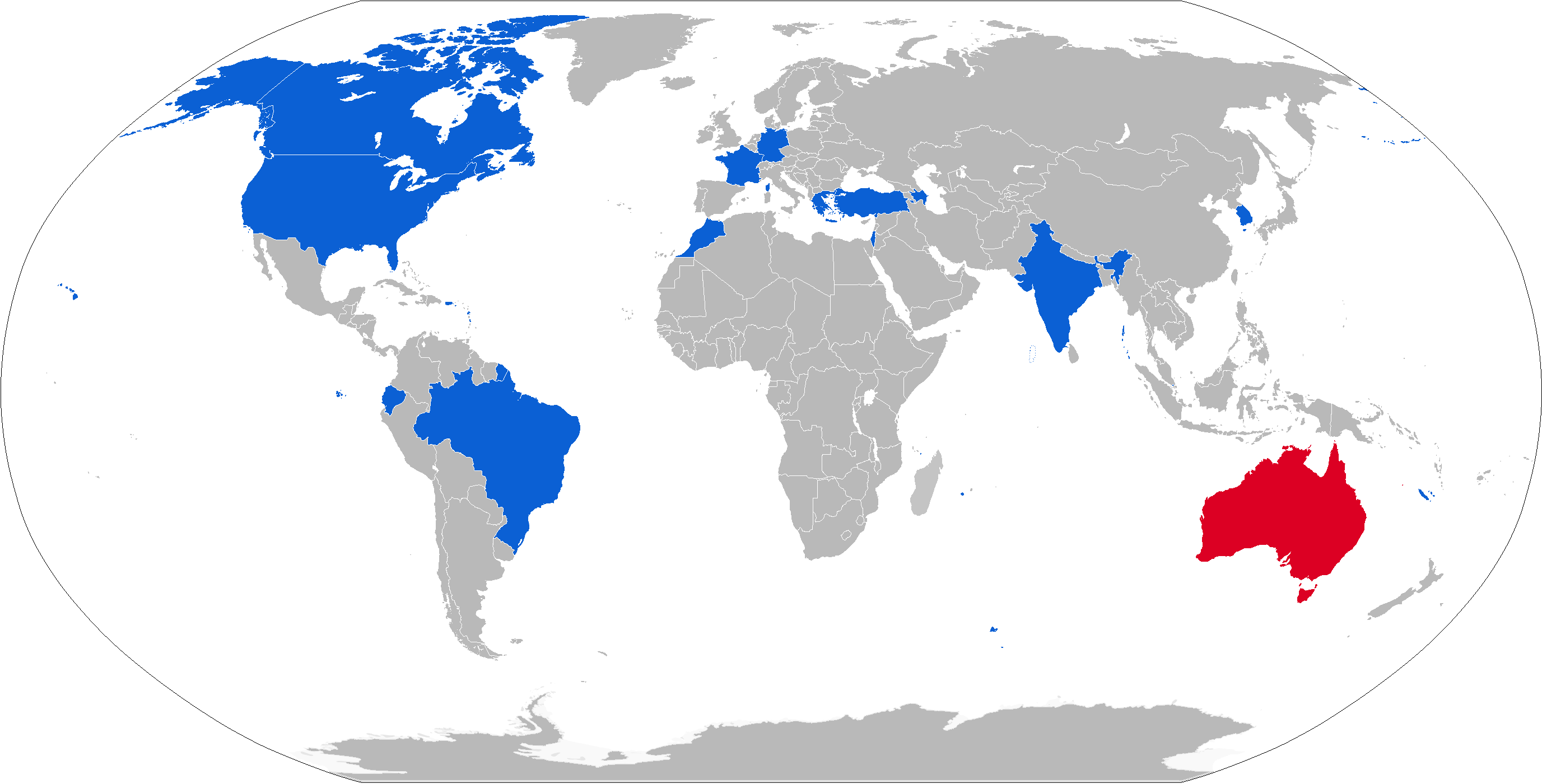
Operátoři IAI Heron

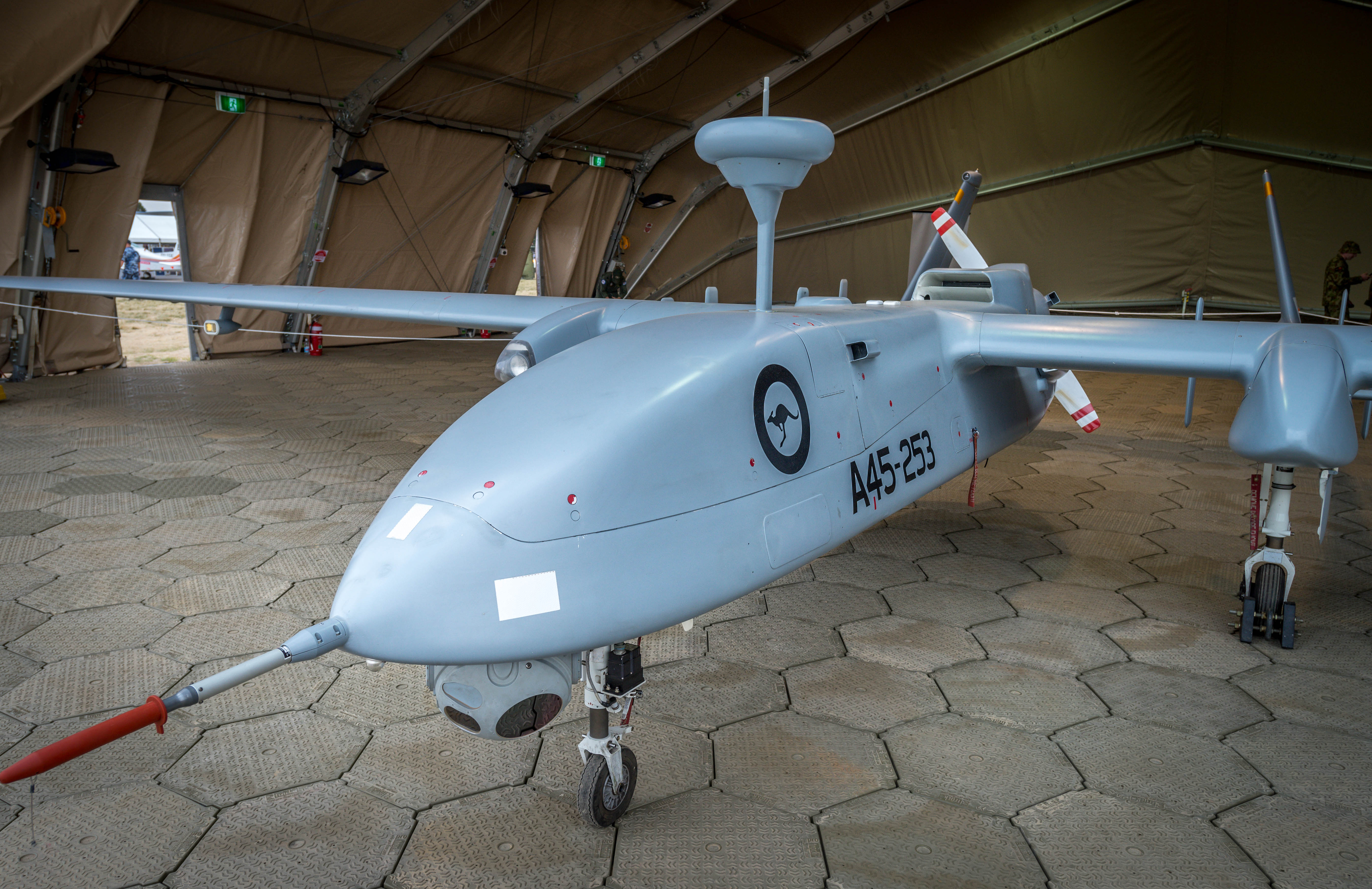
Australský Heron RPA

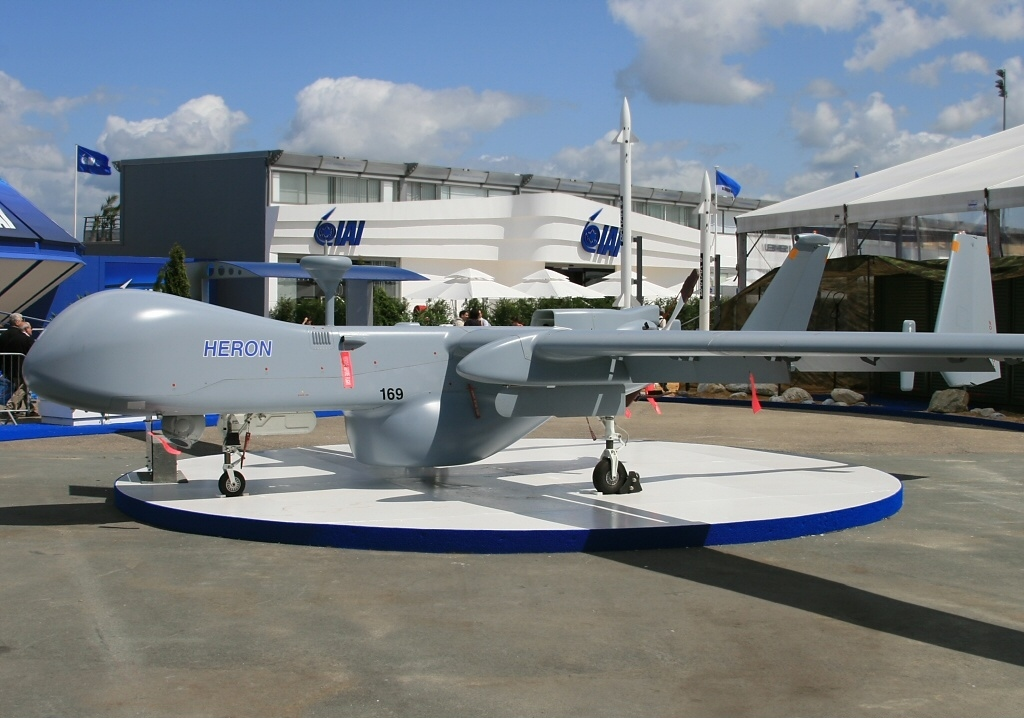
Heron vystavený na Pařížském aerosalonu

- Australské obranné síly – 2 (vyřazeny)

 Brazílie
- Brazilské letectvo – 15
- Brazilská federální policie – 15

 Kanada
- Royal Canadian Air Force – 3

 Ekvádor
- Ekvádorské vojenské letectví – 2

 Evropská unie
- Evropská agentura pro pohraniční a pobřežní stráž

 Francie
- Francouzské letectvo – 1+

 Indie
- Indická armáda
- Indické vojenské letectvo – 50
- Indické námořnictvo

 Izrael
- Izraelské obranné síly – 1+

 Maroko
- Marocké letectvo

 Německo
- Luftwaffe – 3 + 2 pozemní stanice

 Řecko
- Ministerstvo obrany – 3

 Turecko
- Turecké letectvo

 USA
- United States Southern Command – 2

## Specifikace

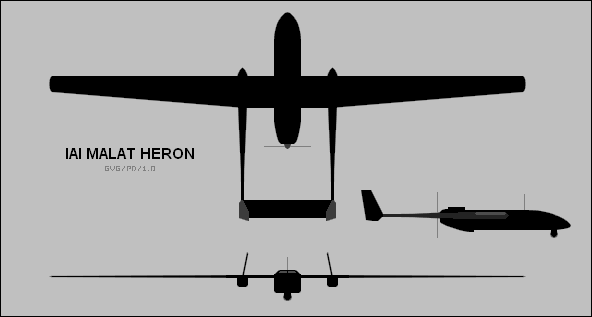
Nákres letounu

### Technické údaje
- Osádka: žádná
- Délka: 8,5 m
- Rozpětí: 16,6 m
- Hmotnost (prázdný): kg
- Maximální vzletová hmotnost: 1150 kg
- Pohonná jednotka: 1× Rotax 914, 86 kW (115 hp)

### Výkony
- Maximální rychlost: 207 km/h
- Doba letu: 40+ hodin
- Dolet: 350 km
- Dostup: 10 000 m
- Stoupavost: 150 m/min